# قبيط برونزي الذيل
قبيط برونزي الذيل أو قبيط سومطري (الاسم العلمي Polyplectron Chalcurum)، طائر صغير القد من القبيط وينتمي إلى فصيلة التدرجية. موطنه سومطرة في إندنيسيا.

## الوصف
طائر القبيط برونزي الذيل هو طائر صغير يصل طوله إلى 56 سم بني داكن مع أرجل رمادية داكنة، رأسه صغير وذيلة طويل وضيق به ستة عشر ريشة. ريش الذيل بني كستنائي مع خطوط مستطيلة بالقرب من الأطراف. كلا الجنسين متشابهين. الذكر لديه ذيل أطول، ونتوءين على الساقين وقزحية صفراء في حين أن لون الإناث هو البني الداكن.